# Тур Дубая
Тур Дубая (англ. Dubai Tour) — ежегодная шоссейная многодневная велогонка, проходившая в начале февраля по дорогам эмирата Дубай в ОАЭ.

## История
Первая гонка состоялась в 2014 году с 5 по 8 февраля в рамках UCI Asia Tour, имея на тот момент категорию 2.1. Среди её участников были такие известные велогонщики как Марк Кавендиш, Марсель Киттель, Петер Саган и Фабиан Канчеллара. 
В 2015 году статус гонки был повышен до 2.HC, что автоматически гарантировало участие большего числа команд мирового тура.
В 2014-2016 гг. гонка состояла из четырёх этапов в основном равнинного профиля с небольшими холмами. В 2017 году добавили пятый этап..
Соревнование организовывал Спортивный совет Дубая совместно с RCS Sport, проводящей Джиро д’Италия и соседний Тур Абу Даби.
В 2019 году вместе с Туром Абу Даби была объединена в новую гонку Тур ОАЭ

## Классификации
На гонке разыгрывались 4 индивидуальные классификации. Лидеры каждой из них отмечаются специальными майками определённых цветов.
- Генеральная классификация
- Очковая классификация
- Молодёжная классификация
- Спринтерская классификация

## Победители

### Генеральная классификация
| Год  | Победитель      | Второй              | Третий              |
| ---- | --------------- | ------------------- | ------------------- |
| 2014 | Тейлор Финни    | Стив Каммингс       | Лассе Норман Хансен |
| 2015 | Марк Кавендиш   | Джон Дегенкольб     | Хуан Хосе Лобато    |
| 2016 | Марсель Киттель | Джакомо Ниццоло     | Хуан Хосе Лобато    |
| 2017 | Марсель Киттель | Дилан Груневеген    | Джон Дегенкольб     |
| 2018 | Элиа Вивиани    | Магнус Корт Нильсен | Сонни Кольбрелли    |

### Вторичные классификации
| Год  | Очковая         | Молодёжная       | Спринтерская        | Командная        |
| ---- | --------------- | ---------------- | ------------------- | ---------------- |
| 2014 | Марсель Киттель | Тейлор Финни     | Вилли Смит          | BMC Racing Team  |
| 2015 | Марк Кавендиш   | Михаэль Вальгрен | Алессандро Баззана  | BMC Racing Team  |
| 2016 | Марсель Киттель | Сауфине Хадди    | Марчин Бялоблоцкий  | не разыгрывалась |
| 2017 | Марсель Киттель | Дилан Груневеген | Никола Боэм         | UAE Abu Dhabi    |
| 2018 | Элиа Вивиани    | Квентин Валонь   | Магнус Корт Нильсен | BMC Racing Team  |